# Babeldaob
Babeldaob (anche Babelthuap) è la più estesa isola di Palau. La sua area, 331 km² (128 mi²), occupa più del 70% dell'intera superficie dello Stato. Si trova a nord-est di Koror ed ospita la nuova capitale della nazione, Ngerulmud.
A differenza della maggior parte delle altre isole che compongono Palau, Babeldaob è montagnosa. Vi si trova il più alto punto dello Stato, il Monte Ngerchelchuus che raggiunge i 242 metri sul livello del mare.
Il secondo Stato più popoloso di Palau, Airai, si trova all'estremità sud dell'isola. Airai contiene il principale aeroporto dello Stato, così come il ponte che la unisce a Koror.
Babeldaob comprende 10 dei 16 stati di Palau:
- Aimeliik
- Airai
- Melekeok
- Ngaraard
- Ngarchelong
- Ngardmau
- Ngatpang
- Ngchesar
- Ngaremlengui
- Ngiwal